# Gertrude Käsebier
Gertrude Stanton, más conocida por el apellido de su esposo, Edward Käsebier, fue una artista estadounidense, que se inició tardíamente en la fotografía profesional, iniciando estudios de arte a los 37 años. Estudió dibujo y grabado, pero se dedicó tempranamente a la fotografía. Comenzó en la década de 1890 a realizar ocasionalmente fotografías a sus 3 hijos. En 1894 pasó varios meses en Europa (Alemania y Francia) estudiando química de la fotografía, y pintura. En 1895, de regreso en Brooklyn con su familia, se decidió a trabajar profesionalmente en fotografía, y un año después comenzó como asistente en el estudio de Samuel H. Lifshey, en parte para ayudar a la economía familiar debilitada por una enfermedad de su marido.
En 1896 exhibió 150 fotografías en el Boston Camera Club, lo cual representa una enorme producción para un artista de su época, y particularmente para una mujer. Gertrude Käsebier es conocida también por estimular la participación de las mujeres en la fotografía:

"Sinceramente aliento a las mujeres con intereses artísticos a aprender el poco trabajado campo de la fotografía moderna. Parece estar especialmente adaptado a ellas, y las pocas que han entrado en él están encontrando un gratificante y lucrativo éxito".

Su trabajo como retratista obtuvo rápido reconocimiento y en 1898 se le dedicó una exposición en el New Yorker Camera Club. En 1902 fue convocada por Alfred Stieglitz a formar parte del exclusivo grupo de artistas fotógrafos Photo-Secession. Desde 1903 la publicación Camera Work, que editaba el mismo Stieglitz publicó varias de sus fotografías, y en el primer número le dedicaba un artículo titulado "Gertrude Käsebier, professional photographer", escrito por Frances Benjamin Johnston, en el cual se caracterizaba su trabajo de este modo: 

Los retratos de Mrs. Käsebier no son siempre muy buenos ni tampoco siempre agradables, pero no son nunca insinceros y ella nunca falla en poner el sello de su propia individualidad incluso sobre el más común y poco interesante de sus retratados.

Su fotografía titulada "El nacimiento" se vendió en 1899 por 100 dólares, siendo este el mayor precio que hasta el momento se hubiera pagado por una fotografía artística.
Su trabajo representa cierto desplazamiento del pictorialismo al estilo europeo, ya sea por la preferencia ocasional por imágenes nítidas, o bien por la elección de temáticas vinculadas a su experiencia cotidiana, alejadas tanto pretensiones de trascendencia como del imaginario pictórico profusamente citado por sus colegas pictorialistas.
En 1906, tras crecientes desavenencias ideológicas con Alfred Stieglitz, Gertrude Käsebier se unió a la asociación Professional Photographers of New York, una reciente organización que representaba a los fotógrafos profesionales, alejados de las preocupaciones artísticas que caracterizaban a Photo-Secession. Käsebier fue la primera integrante en renunciar a Photo-Secession en 1912, debido a prácticas comerciales poco respetuosas de Stieglitz respecto de las obras que este solía vender.
En 1916, Gertrude Käsebier ayudó a Clarence White a formar el grupo Pictorial Photographers of America, que fue visto por Stieglitz como un abierto desafío al liderazgo artístico que él representaba a través de Photo-Secession.
En 1929 Käsebier dejó la fotografía y desarmó su estudio. Ese mismo año el Brooklyn Institute of Arts and Sciences le dedicó una gran exhibición individual.
Murió el 12 de octubre de 1934.

## Galería

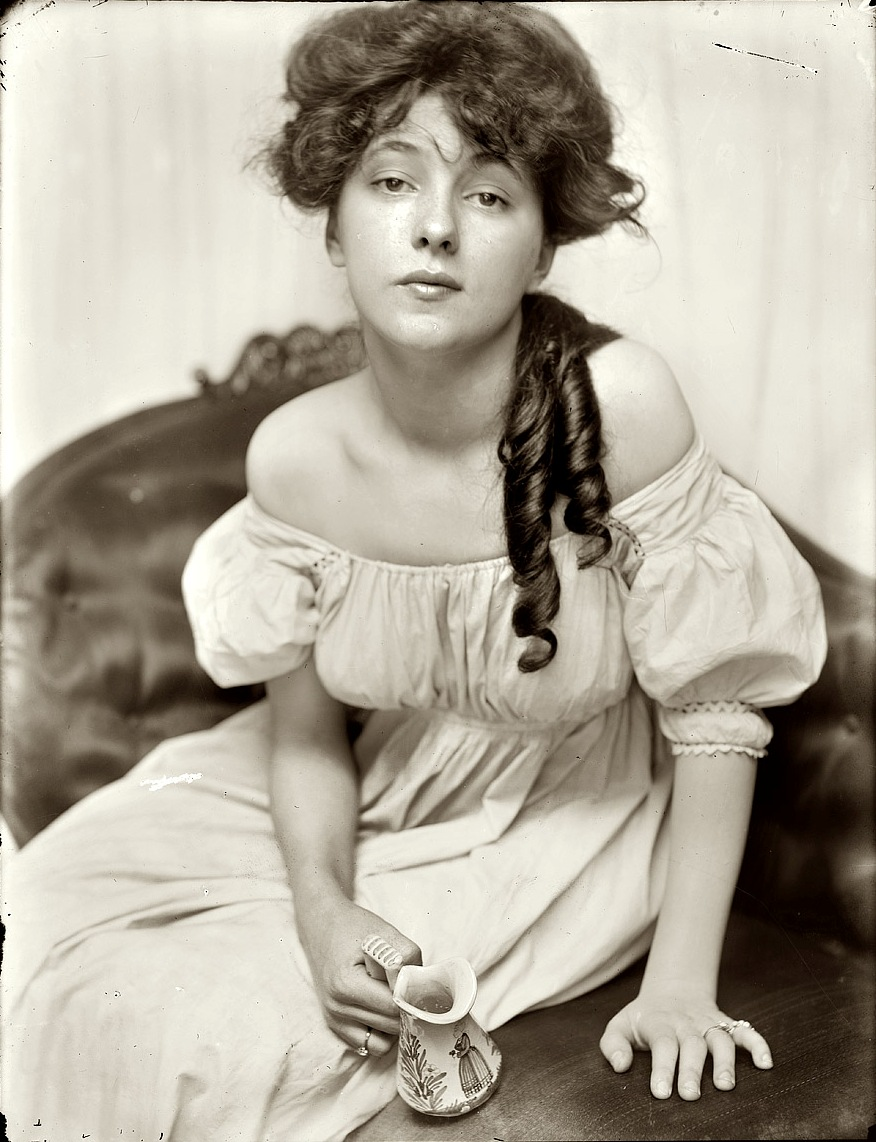
Miss N (Retrato de Evelyn Nesbit), 1903.
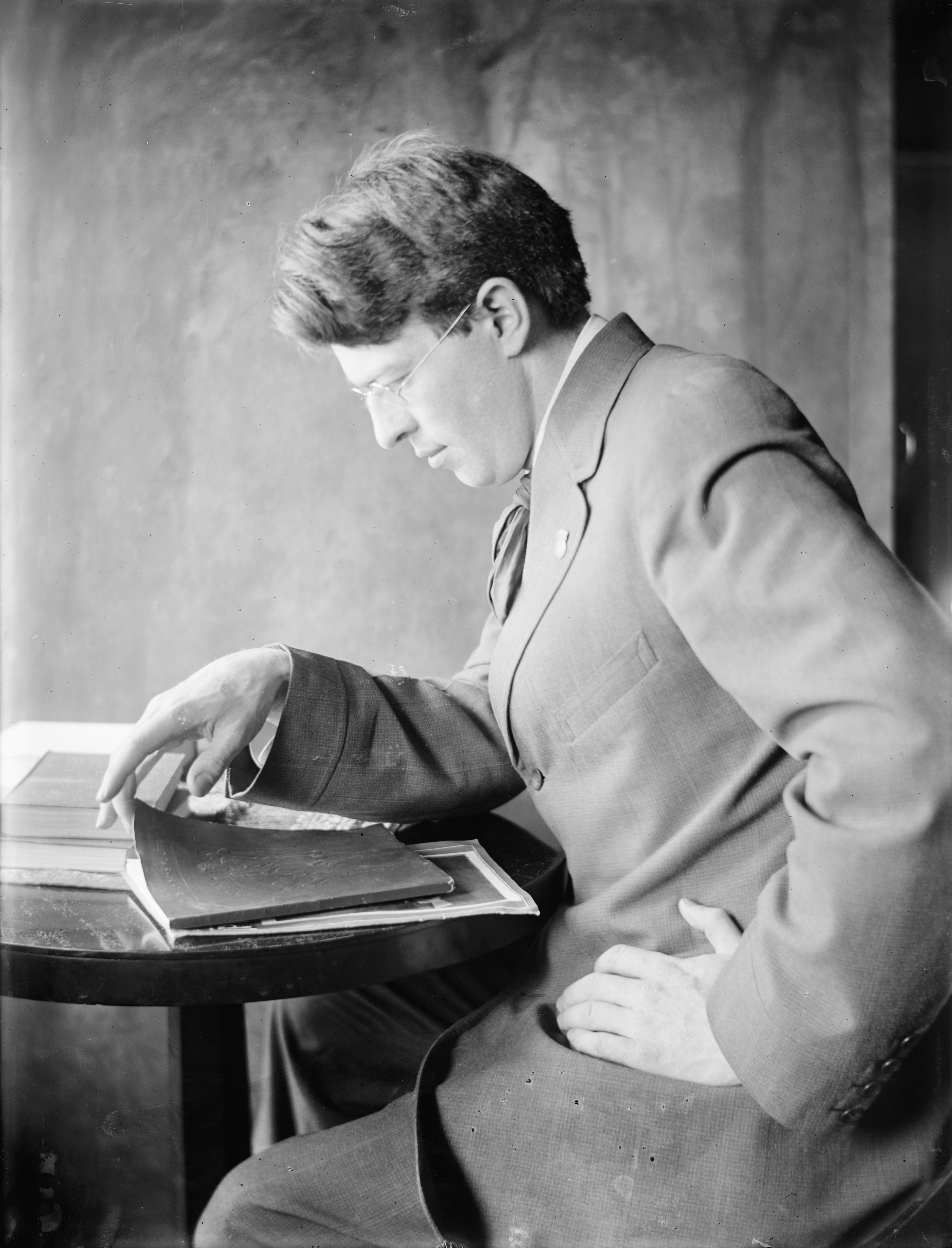
Clarence White Sr., 1897-1910.
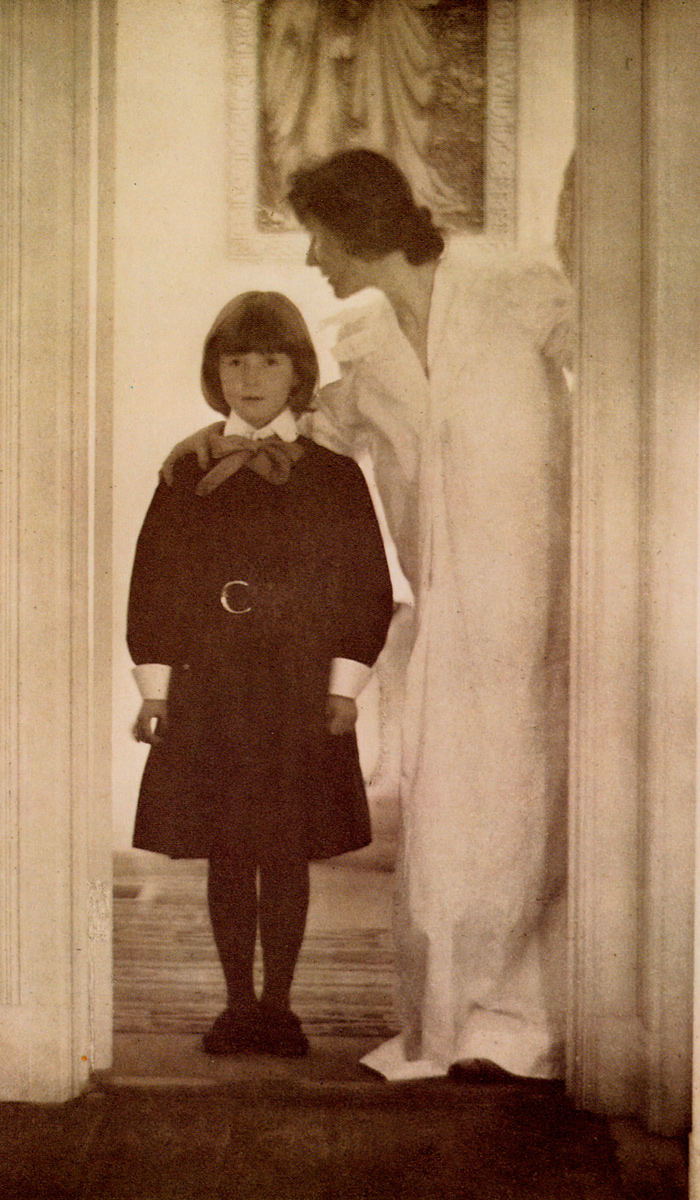
”Bendita seas entre las mujeres”, c. 1899.
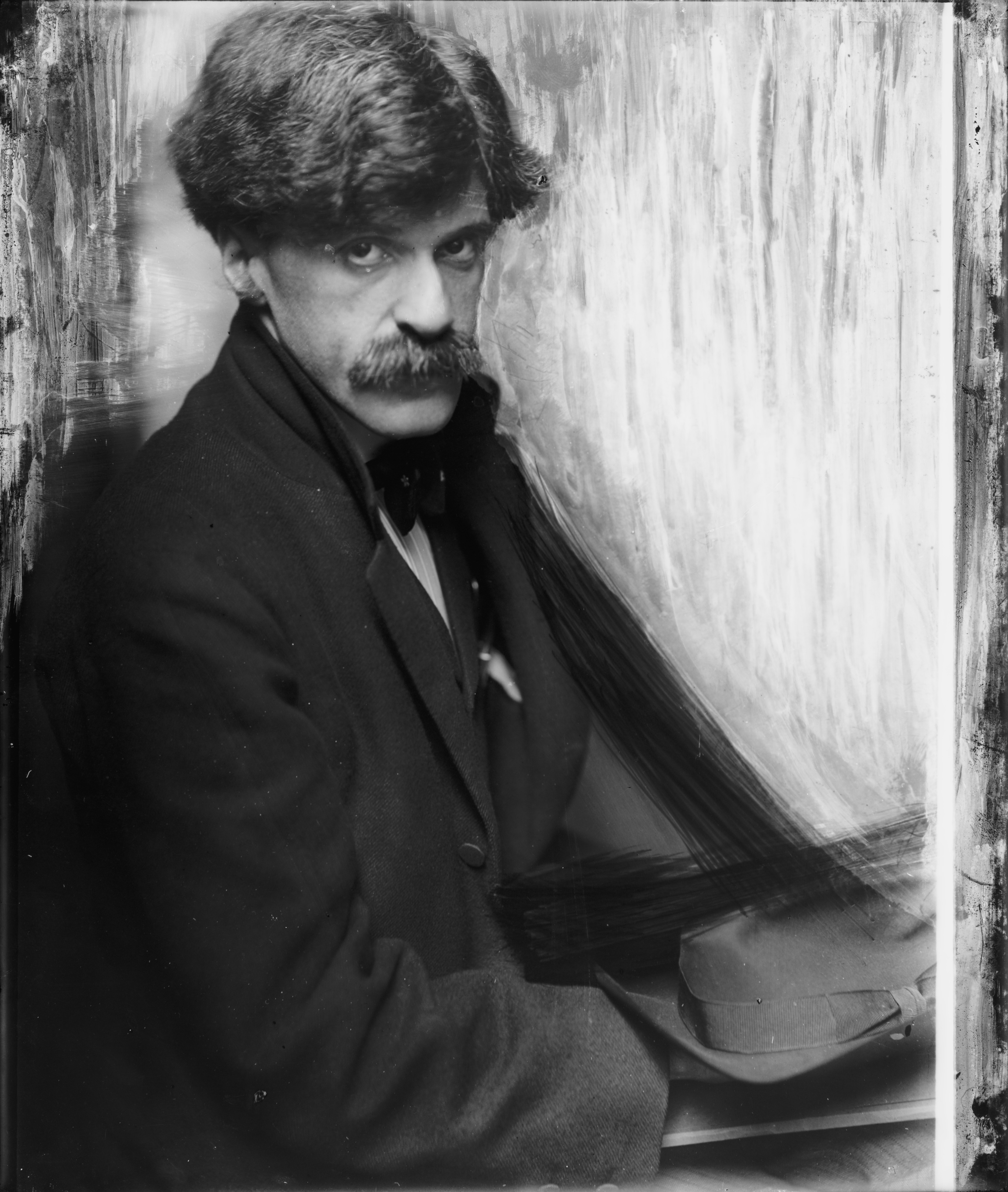
”Retrato de Alfred Stieglitz”, 1902.
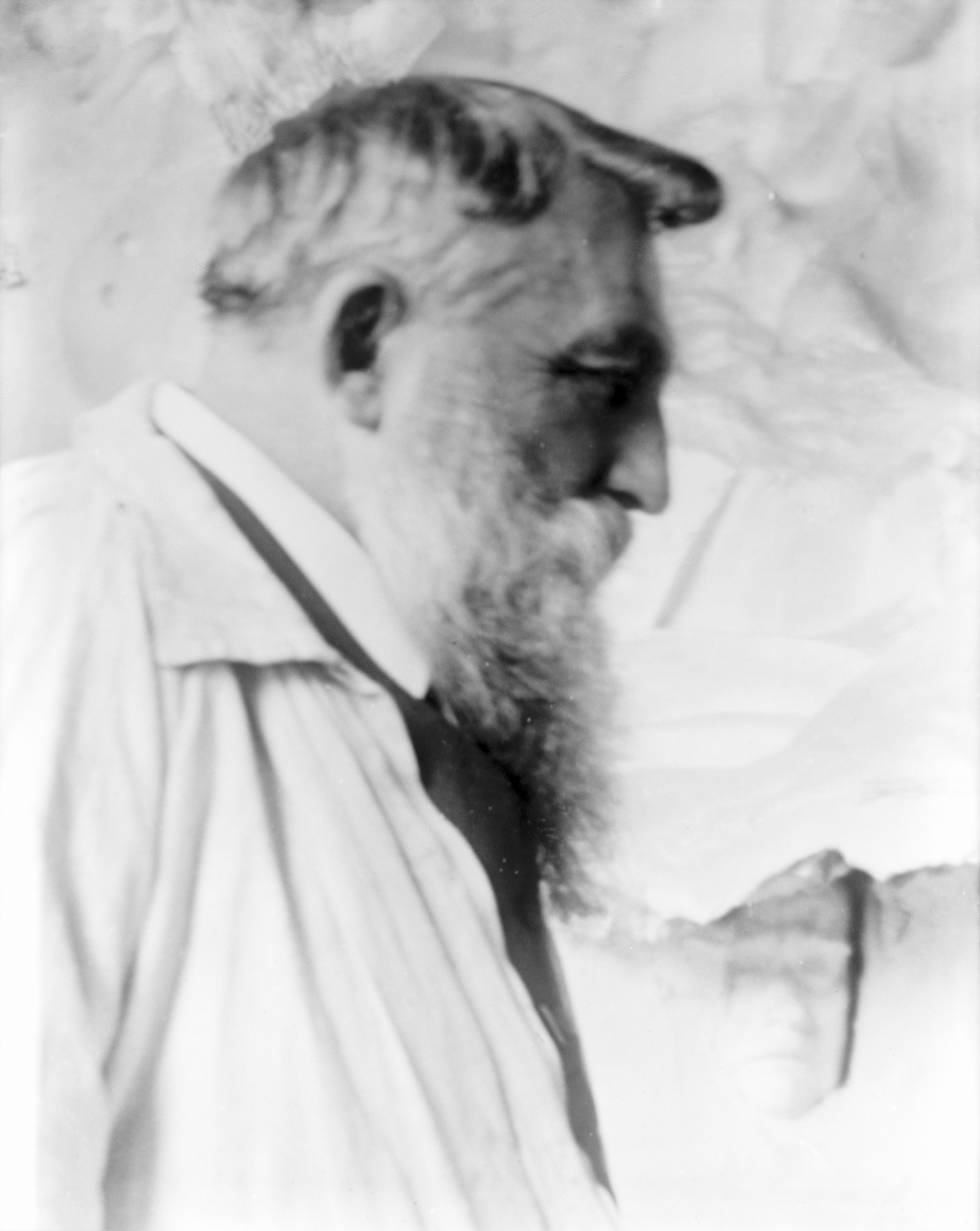
Auguste Rodin, 1905.
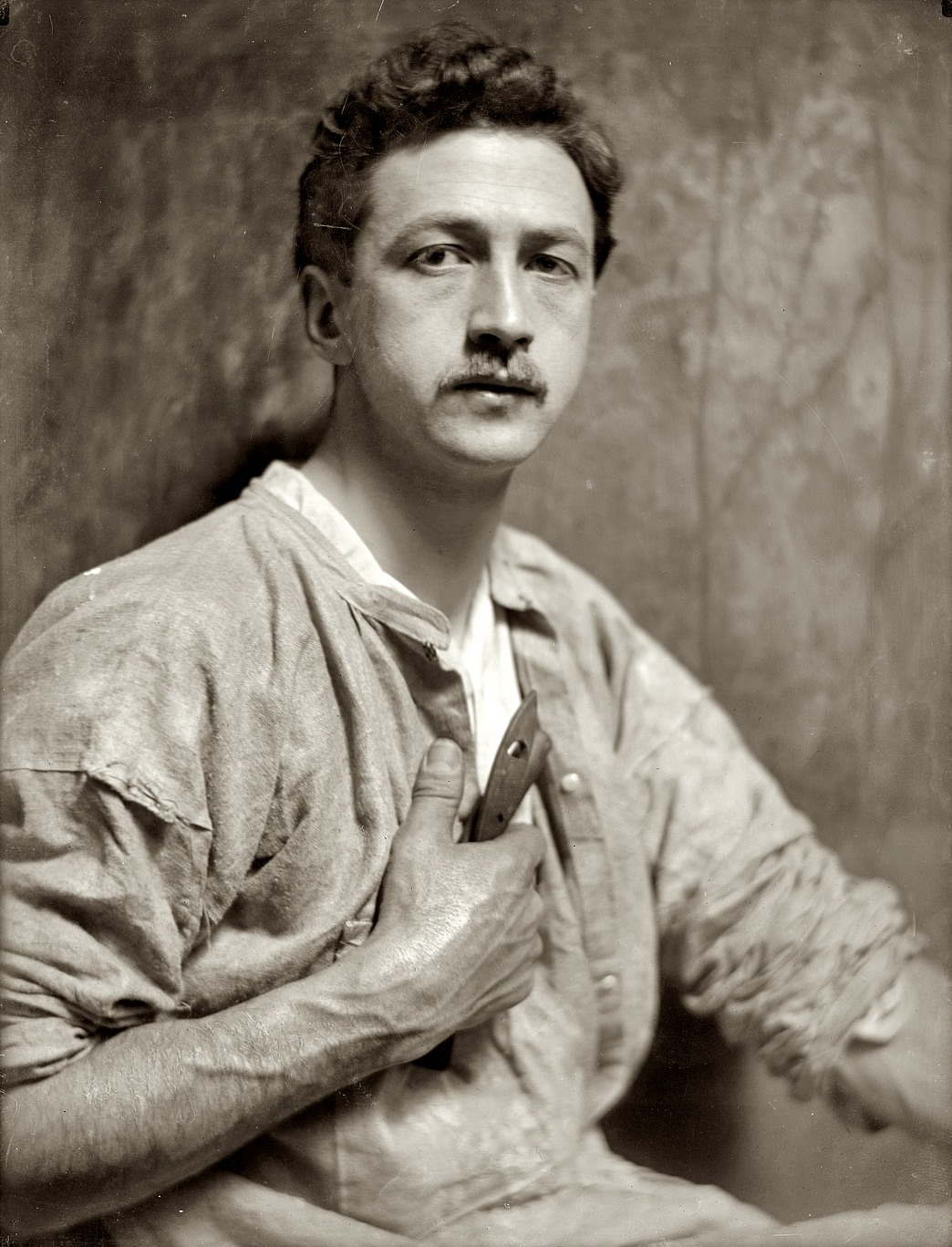
Chester Beach, 1910.
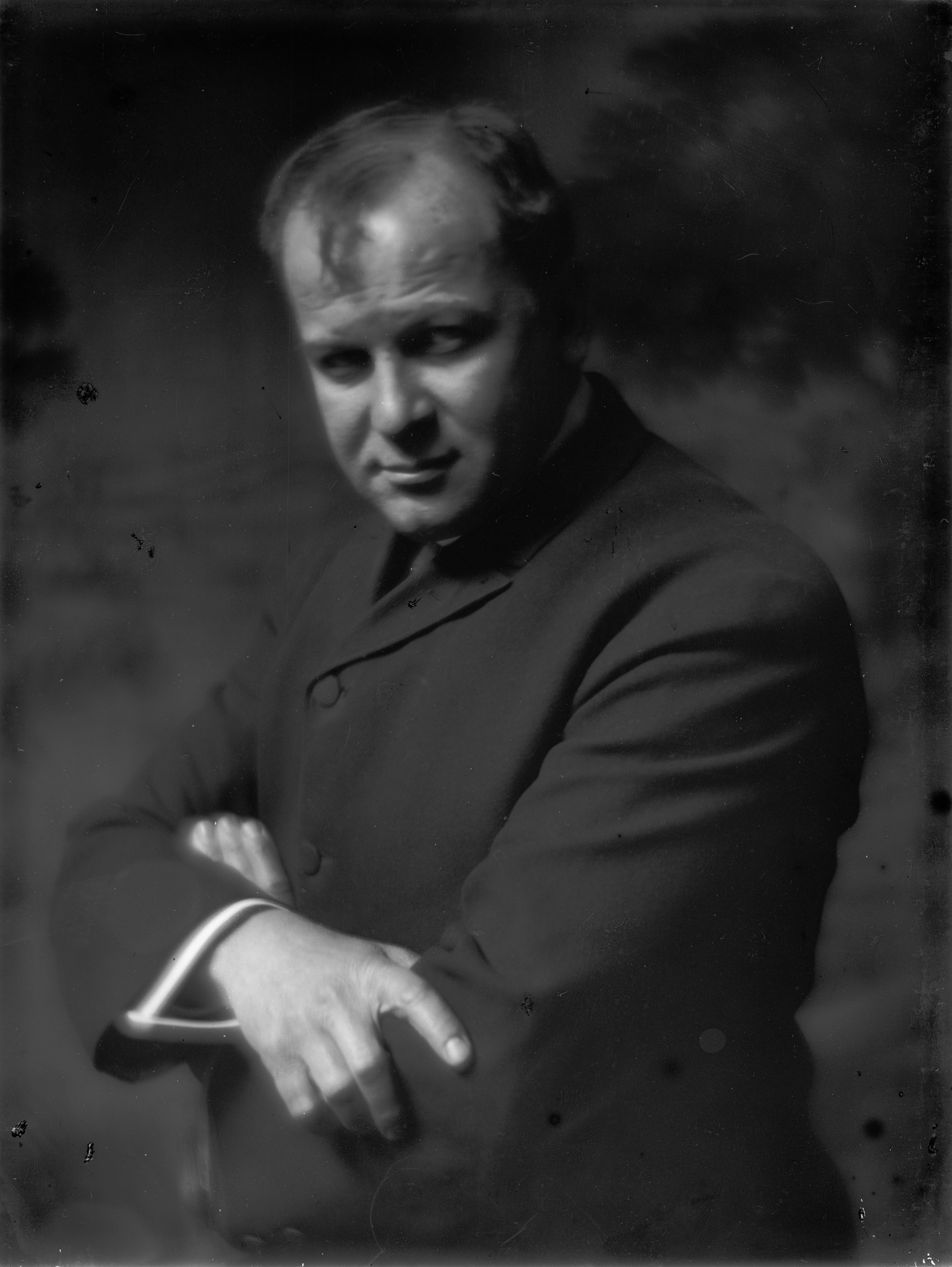
”Retrato de George Luks (pintor estadounidense)”, c. 1910.
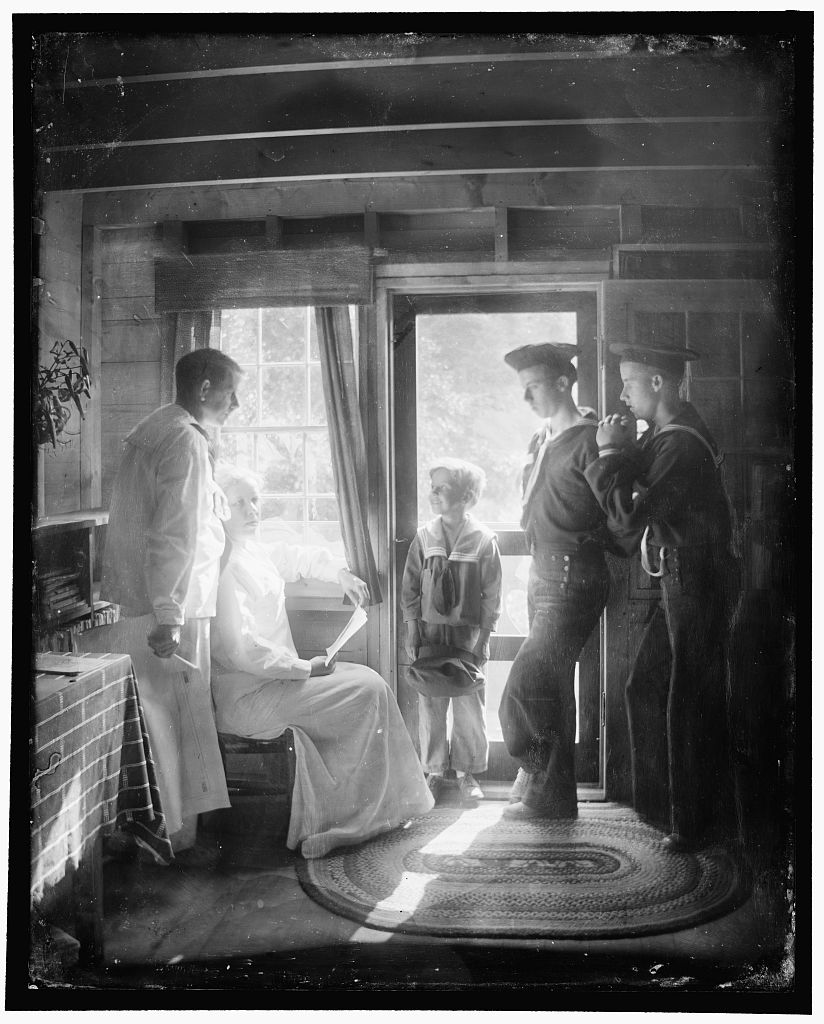
La familia de Clarence White en Maine (fotógrafo estadounidense), 1913.
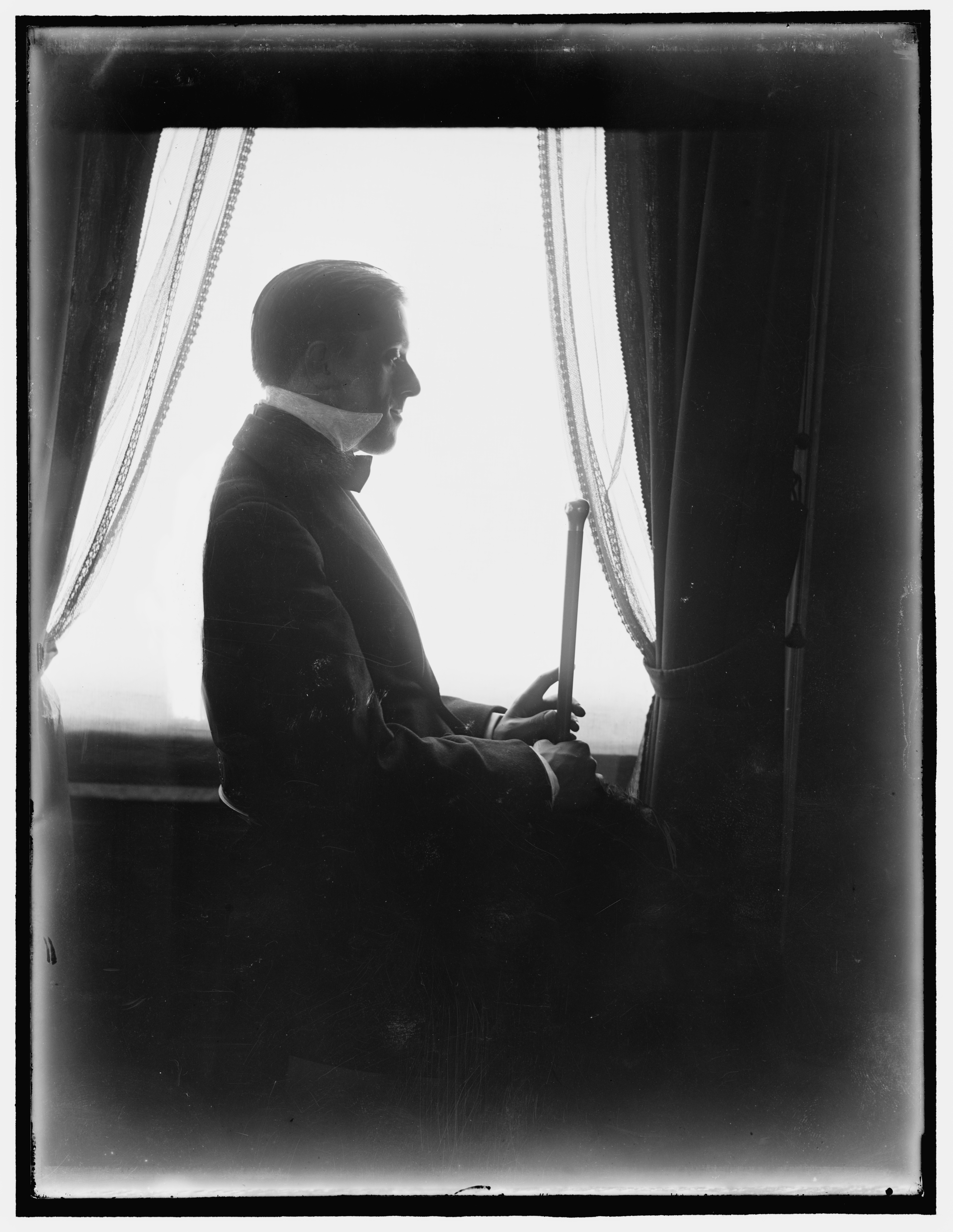
John Murray Anderson, c. 1914-1916.
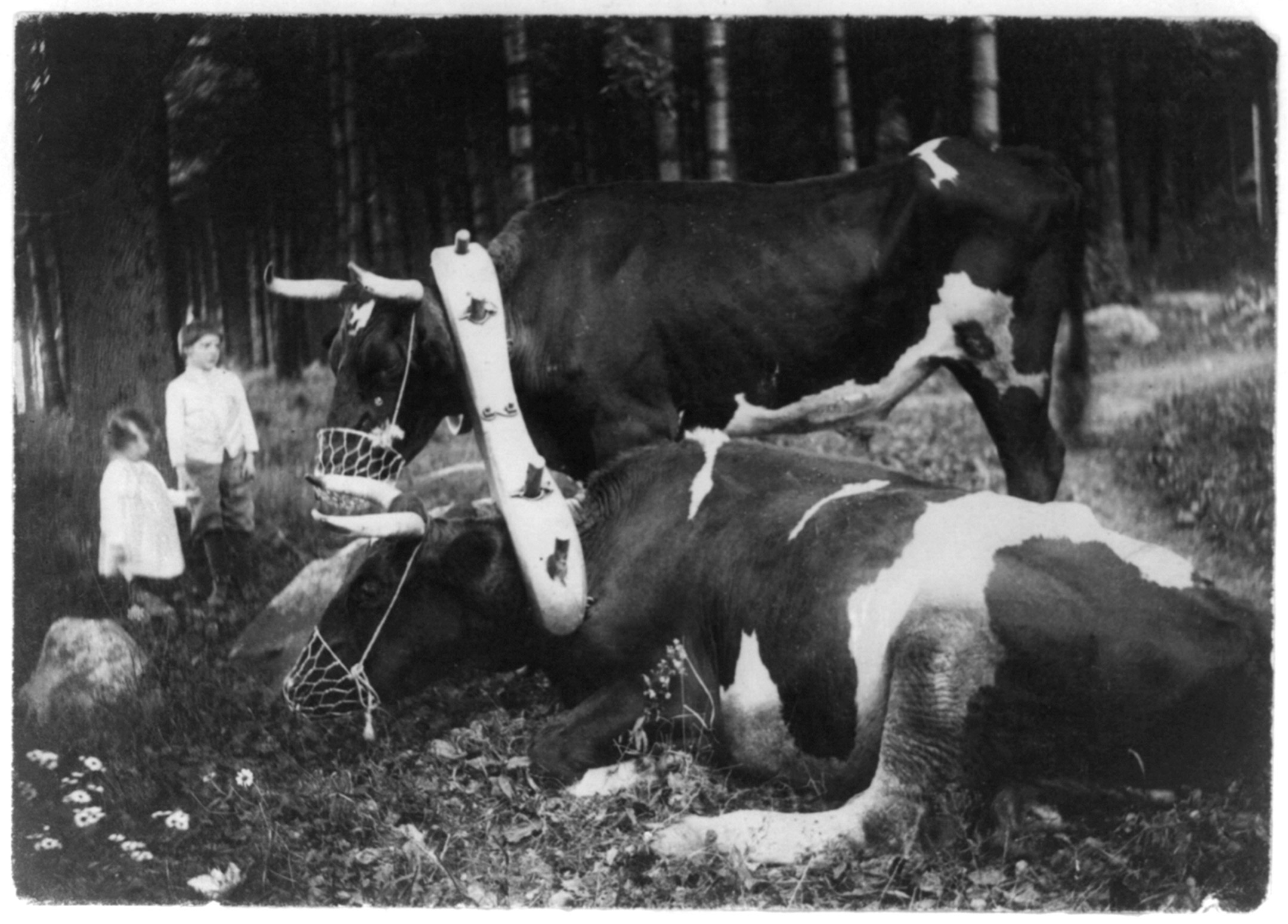
”Matrimonio con yugo y bozal”, c. 1915.
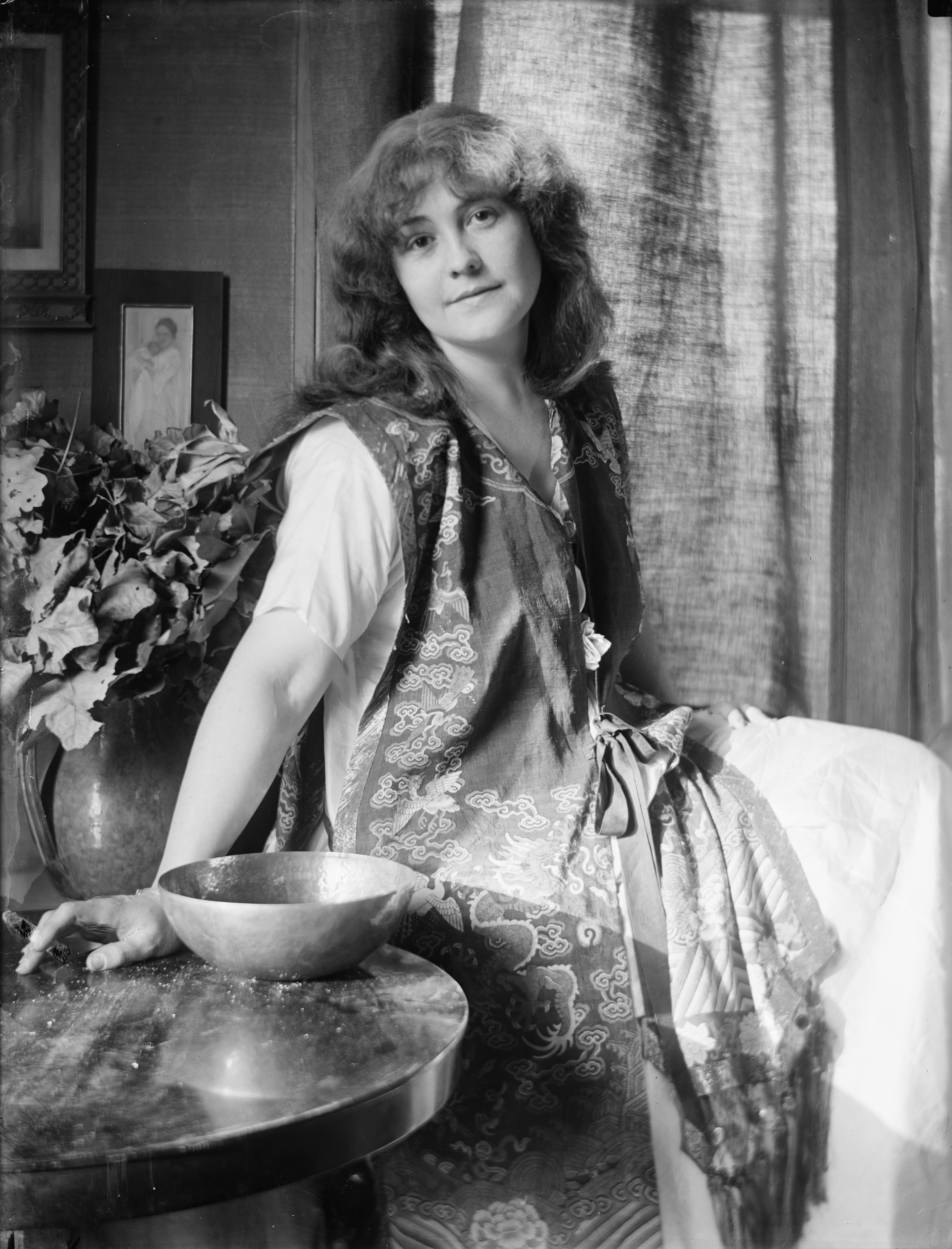
”Rose O'Neill”, c. 1907.
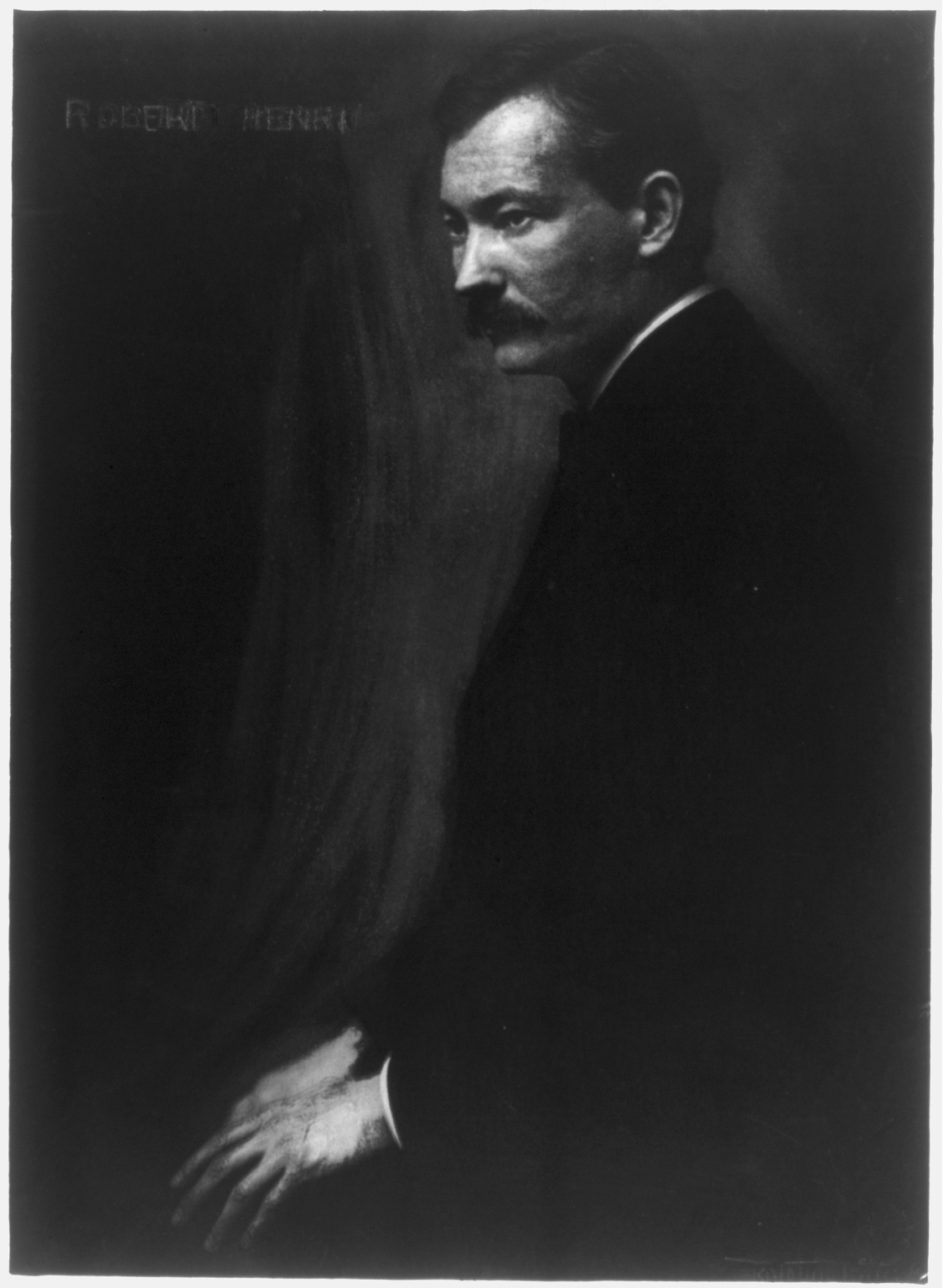
”Retrato de Robert Henri (pintor estadounidense)”, c. 1907.
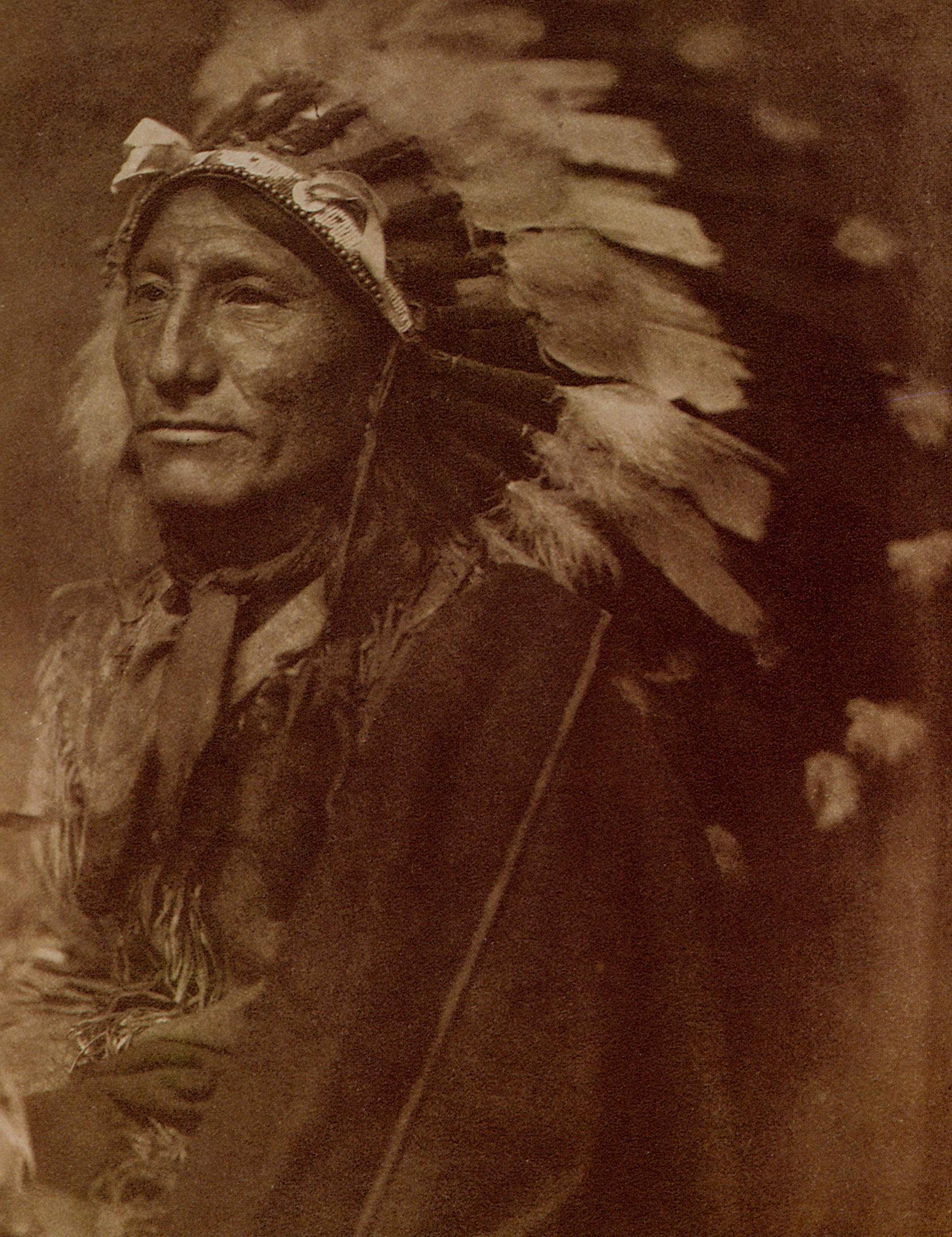
"Jefe indio", c. 1901.
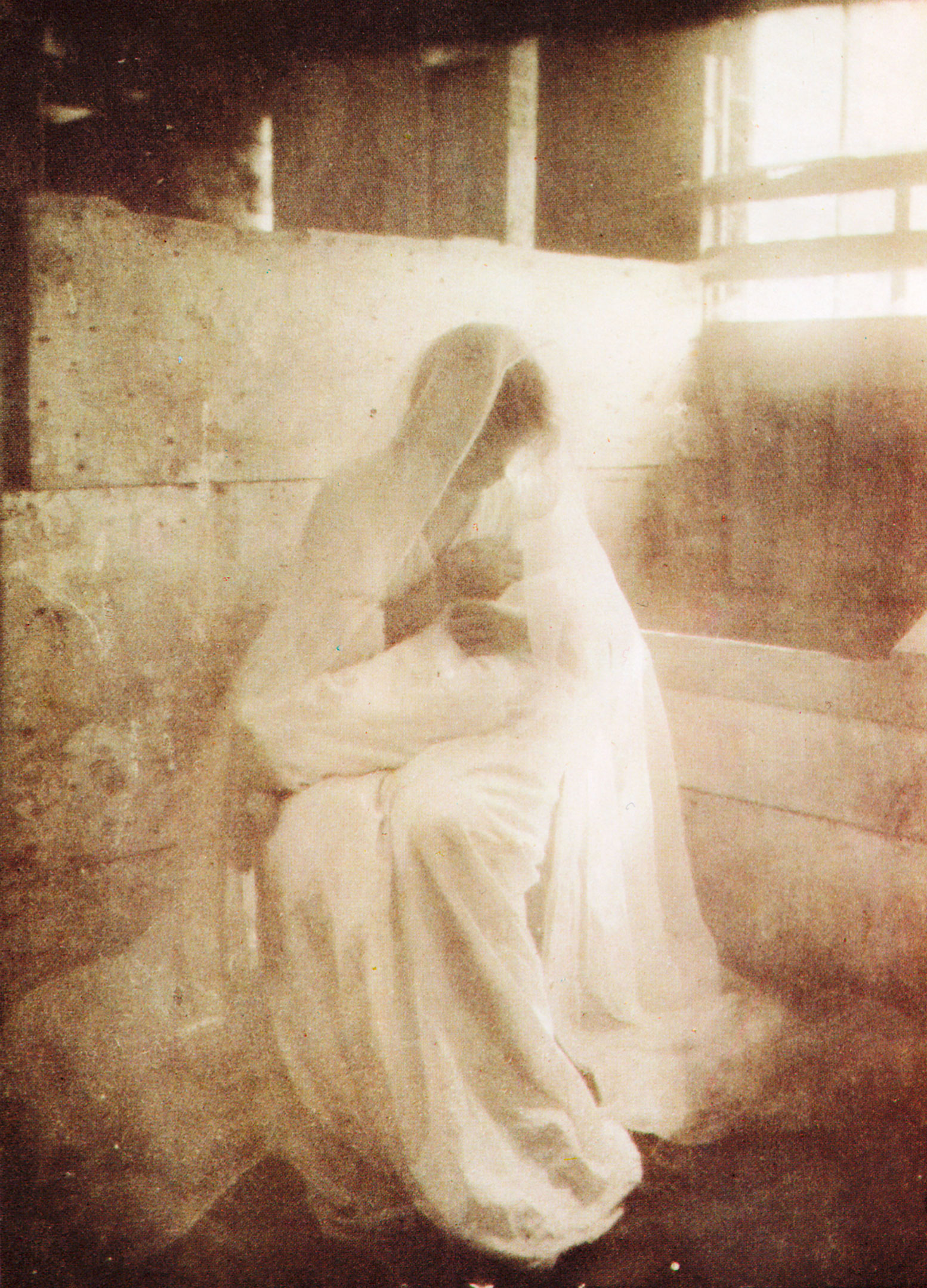
"El pesebre", c. 1899.
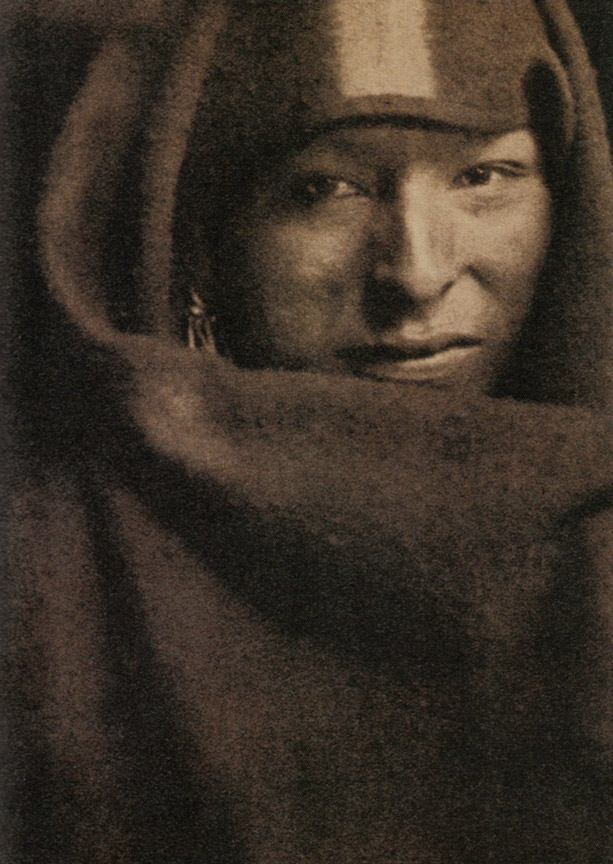
"El piel roja", 1903.

- Datos: Q271918
- Multimedia: Gertrude Käsebier / Q271918